# Лапіна Ірина Іванівна
Іри́на Іва́нівна Ла́піна (* 1 вересня 1959, смт Смоліно Горьковської області РРФСР) — українська артистка музичної комедії, Народна артистка України (2014), солістка-вокалістка Київського театру оперети.

## Життєпис
Ірина Лапіна народилась 1 вересня 1959 в смт Смоліно Горьковської області РРФСР.
Закінчила Театральну студію при Київському театрі оперети за спеціальністю артистка театру музичної комедії (1978) та Київський національний університет культури і мистецтв, факультет режисури естради та масових свят (2012).
З 1978 року працює в Київському театрі оперети. Дебютувала у ролі Стассі («Сільва» І. Кальмана). «Після цієї ролі творчий колектив зрозумів, що в театрі з'явилася яскрава, неповторна актриса», — зазначається на офіційному сайті театру.
Ірина Лапіна та її чоловік, народний артист України Сергій Павлінов, неодноразово гастролювали в інших країнах світу, зокрема, в Росії, Італії, США, Угорщині, колишніх Чехословаччині і Югославії.

## Нагороди
- Заслужений артист України (1994)[2]
- Почесна грамота Кабінету Міністрів України
- Почесна грамота Київського міського голови
- 17 грудня 2014 Ірині Іванівні присвоєне звання Народної артистки України.[3]

## Ролі
- Стассі («Сільва» І. Кальмана)
- Маріетта («Баядера» І. Кальмана)
- Місіс Хілл, Еліза («Моя чарівна леді» Ф. Лоу)
- Клара («Поргі та Бесс» Дж. Гершвіна)
- Абігайль («Склянка води» Е. Скріба)
- Полінька («Холопка» М. Стрельнікова)
- Манюшка («Зойчина квартира» В. Назарова за М. Булгаковим)
- Машка, Блоха («Лівша» за М. Лєсковим)
- Кло-кло («Кло-Кло» Ф. Легара)
- Марі («Принцеса цирку» І. Кальмана)
- Жульєтта («Граф Люксембург» Ф. Легара)
- Валентина («Весела вдова» Ф. Легара)
- Тереза («Таке єврейське щастя» І. Поклада)
- Мірабелла («Циганський барон» Й. Штрауса)
- Жульєтта («Мадемуазель Нітуш» Ф. Ерве)
- Мокрина («Сорочинський ярмарок» О. Рябова)
- Арно («Фіалка Монмартру» І. Кальмана)
- Попадя («За двома зайцями» В. Ільїна та В. Лукашова)